# Wohneigentum
Mit Wohneigentum wird eine Immobilie bezeichnet, die nicht an einen Dritten vermietet, sondern vom Eigentümer selbst bewohnt wird. Dabei kann es sich um eine Wohnung (Eigentumswohnung) oder ein Grundstück (Eigenheim) handeln.

## Allgemeines
Die Kreditanstalt für Wiederaufbau (KfW) weiterhin verschiedene KfW-Wohneigentumsprogramme auf. Bund und Länder subventionieren außerdem aufgrund von Wohnraumförderungsgesetzen den Wohnungsbau und den Erwerb bestehenden Wohnraums.
Die Wohneigentumsquote ist in den europäischen Ländern sehr unterschiedlich.

## Abgrenzung
Das eher wirtschaftlich verstandene Wohneigentum ist vom ähnlich lautenden Rechtsbegriff des Wohnungseigentums aus § 1 Abs. 2 WEG strikt zu trennen.